# Hans Reuther
Hans Reuther (* 21. November 1920 in Berlin; † 11. März 1989) war ein deutscher Architekturhistoriker, Bauforscher, Denkmalpfleger und Hochschullehrer.

## Leben und Wirken
Hans Reuthers Familie stammt väterlicherseits aus Mainfranken, die Familie besaß einen Natursteinbetrieb. Er ging aus der katholischen Jugendbewegung, aus dem Bund Neudeutschland, hervor, dem er 1932 beitrat und zeitlebens treu blieb, wuchs in Berlin auf und legte dort 1938 das Abitur ab.
1939–1944 studierte Reuther zunächst Architektur an der TH Berlin-Charlottenburg und wurde nach dem Diplom 1944 an die TH Graz als Assistent „zugewiesen“; vom Kriegsdienst blieb er befreit. Dann folgte 1946/47 ein Zweitstudium der Kunstgeschichte (bei Rudolf Krömstedt), Klassischen Archäologie und Musikwissenschaft an der Universität Erlangen, das er 1947 mit einer baugeschichtlichen Dissertation über die Weizbergkirche Joseph Huebers in der Steiermark und Promotion zum Dr. phil. abschloss. Anschließend promovierte er 1948 ein zweites Mal, nun im Fach Architektur an der TH Darmstadt zum Dr.-Ing. mit einer ebenfalls baugeschichtlichen Dissertation über Balthasar Neumanns Wallfahrtskirche Maria Limbach. Beide Doktortitel zusammen führte er seither stolz, auch zur Qualifizierung seines ästhetischen und zugleich bautechnischen Zugangs zur Architekturgeschichte.
Schon ab 1940 und bis 1957 war Reuther wissenschaftlicher Referent und Lektor an der Bayerischen Akademie der Schönen Künste und bearbeitete dort Stichworte der Neuen Deutschen Biographie. In München wurde auch die monographische Bearbeitung Balthasar Neumanns zum Lebensziel.
Anschließend arbeitete er 1957–1966 als Konservator in der niedersächsischen Landesdenkmalpflege in Hannover, von wo aus er die Stadt und den Regierungsbezirk Hildesheim betreute. Zudem war ihm von Landeskonservator Oskar Karpa die Redaktion der Jahresberichte Niedersächsische Denkmalpflege übertragen. Während dieser Zeit widmete er sich zunehmend der Baugeschichtsforschung. Nebenbei habilitierte er sich 1961 an der TU Berlin mit einer Arbeit über „Kirchenbauten Balthasar Neumanns“ und war ebenfalls ab 1961 Privatdozent in Berlin. 1966 übernahm Hans Reuther den Lehrstuhl für Baugeschichte und Bauaufnahme an der Architekturfakultät der TU Berlin, den er bis zu seiner Emeritierung 1986 innehatte.
Hans Reuther wohnte in Hannoversch Münden in Südniedersachsen, von wo aus er jede Woche mit dem Zug über die damalige Interzonenstrecke Braunschweig – Helmstedt – Marienborn – Magdeburg nach Berlin (West) fuhr. Nach dem plötzlichen Tode von Konrad Hecht 1980 übernahm er für mehrere Semester dessen Hauptvorlesung an der TU Braunschweig, wofür er jeweils am Ende der Woche seine Heimfahrt nach Hannoversch Münden in Braunschweig unterbrach.
Reuthers breit gefächerte Interessen spiegelten sich bereits in der Auswahl der Studienfächer und schlugen sich dann während mehr als vier Jahrzehnten in der Vielfalt seiner Publikationsthemen nieder. Dennoch bildeten die mittelalterliche Bau- und Kunstgeschichte sowie die nordeuropäische Barockarchitektur einen Schwerpunkt seiner Forschungen. Sein besonderes und immer wieder aufgegriffenes Interesse galt der Architektur Balthasar Neumanns und barocken Gewölbesystemen. „Hans Reuther war ein umgemein fleißiger Sammler und Ordner, der umsichtig und zielstrebig eine staunenswerte Fülle von Literatur, Quellen, Materialien und Kenntnissen zusammentrug und wohlgeordnet auf dem aktuellen Stand zu halten wusste“ (Harmen Thies).

## Ämter und Mitgliedschaften
- 1968–1981 Vorsitzender des Vereins für Geschichte und Kunst im Bistum Hildesheim[3] mit zahlreichen Publikationen in dessen Zeitschriften.
- Mitherausgeber der Niederdeutschen Beiträge zur Kunstgeschichte.[2]
- Korrespondierendes Mitglied des Deutschen Archäologischen Instituts[1]
- Mitglied der Kunstkommission der Diözese Hildesheim[1]
- Seit 1982 ordentliches Mitglied der Braunschweigischen Wissenschaftlichen Gesellschaft.

## Schriften (Auswahl)
- Des steirischen Baumeisters Joseph Huebers Weizbergkirche und die verwandten theatralisch-dekorativen Raumwirkungen im Sakralbau des süddeutschen Spätbarocks. (Diss. phil. Darmstadt 1947), Haßfurt 1947
- Johann Balthasar Neumanns Kirchenbau zu Maria-Limbach. (Diss.-Ing. Darmstadt 1948), Darmstadt 1948.
- Die Landkirchen Balthasar Neumanns. In: Zeitschrift für Kunstgeschichte, Bd. 16, H. 2 (1953), S. 154–170.
- Die Wölbformen im Mainfränkischen Sakralbau von 1660 bis um 1720. In: Zeitschrift für Kunstgeschichte, Jg. 18, (1955), Heft 1, S. 40–60. (Digitalisat)
- Eine Gruppe elliptischer Zentralraumkirchen des 18. Jahrhunderts in Steiermark: Eberhard Hempel zum 70. Geburtstag , in: Zeitschrift für Kunstgeschichte, Bd. 19, H. 3 (1956), S. 237–258.
- Burgen- und Schlösserforschung und -erhaltung in Niedersachsen. In: Burgen und Schlösser, Jg. 1960, Heft II, S. 23–26. (Digitalisat auf journals.ub.uni-heidelberg.de, abgerufen am 1. Mai 2023) – Mit Porträtfoto.
- Die Werrabrücke zu Hann. Münden. In: Niederdeutsche Beiträge zur Kunstgeschichte, Band 12, 1973, S. 179–203.
- Vierzehnheiligen. München 1957 (5. überarbeitete Auflage 1976)
- (mit Karl Busch) Welcher Stil ist das? Die abendländischen Stile mit ihren Grundlagen in der Antike und im Alten Orient. Stuttgart 1958.
- Franz Ignaz Michael Neumanns Konstruktionsriss für Neresheim. In: Zeitschrift für Kunstgeschichte, Bd. 21, H. 1 (1958), S. 40–49.
- Dome, Kirchen und Klöster in Franken (= Dome, Kirchen, Klöster 5). Frankfurt 1963.
- Das Schloß Herzberg am Harz und seine Wiederherstellung. In: Deutsche Kunst und Denkmalpflege 23 (1965), S. 37–44.
- (mit Udo von Alvensleben) Herrenhausen. Die Sommerresidenz der Welfen. Hannover 1966.
- Ein unbekannter Brief der Kurfürstin Sophie von Hannover an den Mainzer Kurfürsten Lothar Franz von Schönborn. In: Die Diözese Hildesheim, 34 (1966), S. 95–98.
- Zur Restaurierung der Barockkirchen in der Diözese Hildesheim in den Jahren 1945–1965, in: Die Diözese Hildesheim, 35 (1967), S. 40–59.
- Barock in Berlin. Meister und Werke der Berliner Baukunst 1640–1786. Rembrandt Verlag, Berlin 1969.
- (mit Victor H. Elbern) St. Godehard zu Hildesheim. Bauwerk und Schatzkammer. Lax, Hildesheim 1969.
- Die St.-Blasius-Kirche in Hann. Münden (= Große Baudenkmäler 246). Deutscher Kunstverlag, München 1970.
- Die Museumsinsel in Berlin. Propyläen-Verlag, Frankfurt 1978 (unveränderter Nachdruck postum: Ullstein/Propyläen, Frankfurt am Mainn 1993).
- Die Zeichnungen aus dem Nachlass Balthasar Neumanns. Der Bestand in der Kunstbibliothek Berlin. Mann, Berlin 1979, ISBN 3-7861-1237-1.
- Das Modell des Salomonischen Tempels im Museum für Hamburgische Geschichte. In: Niederdeutsche Beiträge zur Kunstgeschichte 19, 1980, S. 161–198.
- Balthasar Neumann. Der mainfränkische Barockbaumeister. Süddeutscher Verlag, München 1983, ISBN 3-7991-6106-6.
- Deutsch-skandinavische Wechselbeziehungen in der Barockarchitektur. In: Abhandlungen der Braunschweigischen Wissenschaftlichen Gesellschaft, Band 35, 1983, S. 75–87. (Digitalisat auf leopard.tu-braunschweig.de, abgerufen am 1. Mai 2023).
- Gotländische Sonderformen des Domikalgewölbes. In: Niederdeutsche Beiträge zur Kunstgeschichte 23 (1984), S. 43–62.
- Die große Zerstörung Berlins. 200 Jahre Stadtbaugeschichte. Propyläen, Frankfurt/Berlin 1985, ISBN 3-549-07199-X.
- Wallfahrtskirche Maria Limbach. Schnell & Steiner, München 1986.
- (postum, mit Ekhart Berckenhagen) Deutsche Architekturmodelle. Projekthilfe zwischen 1500 und 1900. Deutscher Verlag für Kunstwissenschaft, Berlin 1994, ISBN 3-87157-166-0.